# Carvoeiro (Mação)
Carvoeiro é uma povoação portuguesa sede da Freguesia de Carvoeiro do município de Mação, freguesia com 49,79 km² de área e 519 habitantes (censo de 2021), tendo, por isso, uma densidade populacional de 10,4 hab./km².

## História
A origem do topónimo Carvoeiro não está devidamente esclarecida pois, enquanto alguns autores defendem a derivação do nome de jazidos de carvão inexplorados, que existem no sub-solo, outros há que defendem na origem do topónimo árvores em grande quantidade como sobreiros a azinheiras.
Povoação muito antiga, desde cedo se constitui freguesia, sendo, em conjunto com Amêndoa (Mação) e Belver, das mais antigas da região, remontando ao princípio da nacionalidade, por volta de 1194. Nesta região, foram encontrados vestígios de um castro, sendo que, na Senhora da Moita, existia um grande espólio, do qual se destaca um bem conservado vaso de cerâmica e telhas romanas, pensando-se que aqui existiu uma povoação romana e, nas suas proximidades, um grande templo dedicado a Júpiter.
Após a reconquista Afonsina, D. Sancho I incentiva a ocupação das terras, através da doação das mesmas. O domínio da vila passa mais tarde para jurisdição da ordem de Malta. Razão pela qual o brasão da freguesia ostenta a cruz da Ordem de Malta em chefe.
Em 1464, Carvoeiro obtém carta de vizinhança, passada por D. Afonso V, que lhe permitia alguma liberdade de executar trocas comerciais com povoações vizinhas. Em 1518, teve a sua carta de foral passada por D. Manuel. Em termos eclesiásticos, e quase como toda a região, pertencia ao priorado do Crato. Sede de Concelho, Carvoeiro tirava daí óbvios benefícios.
Durante as invasões francesas, embora não fosse invadida, a freguesia do Carvoeiro serviu de refúgio para povoações vizinhas, fugindo das tropas de Junot.
O município tinha, em 1801, 677 habitantes. Foi suprimido no início do século XIX.
O actual presidente desta freguesia é o Eng.º Nuno Bragança (reeleito em 2017, pelo terceiro mandato consecutivo).

## Demografia
A população registada nos censos foi:
| Distribuição da População por Grupos Etários | Distribuição da População por Grupos Etários | Distribuição da População por Grupos Etários | Distribuição da População por Grupos Etários | Distribuição da População por Grupos Etários |
| -------------------------------------------- | -------------------------------------------- | -------------------------------------------- | -------------------------------------------- | -------------------------------------------- |
| Ano                                          | 0-14 Anos                                    | 15-24 Anos                                   | 25-64 Anos                                   | > 65 Anos                                    |
| 2001                                         | 85                                           | 102                                          | 320                                          | 287                                          |
| 2011                                         | 66                                           | 45                                           | 260                                          | 249                                          |
| 2021                                         | 25                                           | 40                                           | 217                                          | 237                                          |

## Localidades
Além da sede, a Freguesia de Carvoeiro engloba as seguintes localidades:
- Balancho
- Capela
- Casal da Eira
- Degolados
- Eira
- Feiteira
- Frei-João
- Galega
- Maxieira
- Pereiro
- Pracana Cimeira
- Pracana Fundeira
- Quebrada
- Rouqueira
- Sanguinheira
- Vale da Casa Cimeira
- Vale da Casa Fundeira
- Vale de Santiago
- Vale de Pedro Anes

## Património
- Capela de Nossa Senhora da Visitação do Carvoeiro ou Igreja da Misericórdia
- Igreja Matriz de Carvoeiro
- Capela do Espírito Santo
- Capela do Senhor dos Aflitos
- Capela da Senhora da Moita
- Capela da Misericórdia
- Ponte Romana

## Atividades económicas
| - Apicultura - Silvicultura - Serração de madeiras - Gado caprino | - Agricultura - Comércio - Construção de veículos para tracção animal |  |

## Feiras
- Feira Anual (3.º domingo de agosto)
- Expo Feira (3.° fim de semana de junho)

## Festas e romarias
- Senhor dos Passos (15 dias antes da Páscoa)
- Festa de Verão, em Frei-João (4.° fim de semana de junho)
- São João Baptista (24 de junho)
- Carvoeiro (último fim de semana de julho)
- Festa de Verão, em Quebrada (3.° fim de semana de agosto)

## Locais de interesse turístico
- Aldeia da Laje
- Praia Fluvial do Carvoeiro

## Gastronomia
- Enchidos
- Febras da matança
- Filhoses
- Cavacas
- Tigeladas

## Coletividades
- Associação de Animação Cultural Desportiva e Musical de Quebrada
- Associação de Caçadores de Carvoeiro
- «Centro Social São João Baptista de Carvoeiro»
- Comissão Fabriqueira São João Baptista de Carvoeiro
- Cooperativa dos Agricultores do Vale de Carneiro
- Cooperativa Olivícola da Ribeira da Capela, CRL
- «Corpo de Voluntários Rádio Emergência». "Delegação do Carvoeiro- grupo de combate a incêndios"
- «Grupo Desportivo e Recreativo de Carvoeiro»
- Lagar Social da Galega e Feiteira
- Associação Ribaltirreverente Frei-João